# نظام بوخولز

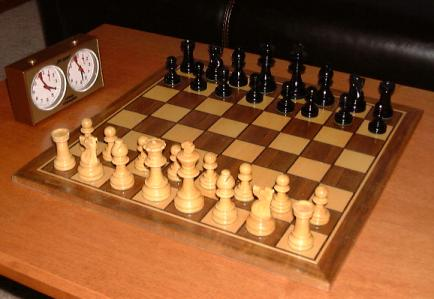

نظام بوخولز (بالإنجليزية: Buchholz system)‏ هُو نظام إبتكره بوخولز برونو في عام 1932، يستخدم لكسر التعادل بين لاعبين أو أكثر يملكان نفس النتيجة قصد تحديد المراتب في منافسات الشطرنج (و بعض الألعاب الذهنية الأخرى مثل : شوغي، غو، لعبة الضامة، ريندزو...) المنظمة وفقاً للطريقة السويسرية.
تنبني فكرته الأساسية في كسر التعادل بين لاعبين لهما نفس النتيجة في جمع نتائج خصومهما فتكون المرتبة الأعلى للاعب الذي يكون مجموع نقاط خصمه أعلى.